# هیروشی اوساکا
هیروشی اوساکا (انگلیسی: Hiroshi Ōsaka; ۲۰ ژوئن ۱۹۶۳ – ۲۴ سپتامبر ۲۰۰۷) پویانما، و تصویرگر اهل ژاپن بود.